# Acord tripartit de Madrid

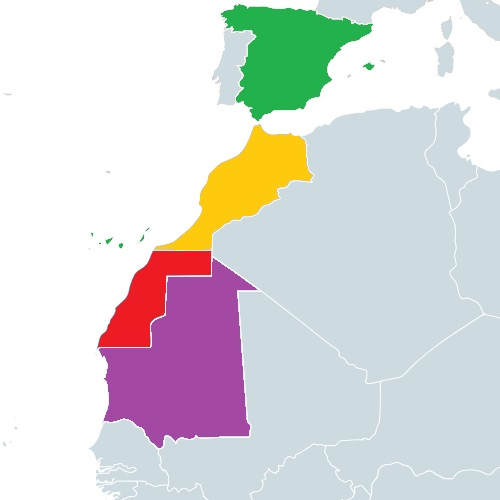
Acord Tripartit de Madrid.
Sàhara Occidental (Sàhara espanyol)
Espanya
Marroc
Mauritània

Acord tripartit de Madrid o Acords de Madrid és el nom simplificat de la Declaració de principis entre Espanya, el Marroc i Mauritània sobre el Sahara Occidental, signada el 14 de novembre de 1975 en Madrid entre els representants d'Espanya, Marroc i Mauritània sobre el fins llavors denominat Sàhara Espanyol. Es componen d'una declaració política i diversos annexos secrets.
La declaració política estipula que Espanya transferirà l'administració del Sàhara Occidental. Aquesta transferència es fa a una administració temporal tripartida composta per Espanya, el Marroc i Mauritània.
La validesa jurídica d'aquest acord ha estat qüestionada pel Secretari General Adjunt d'Assumptes Jurídics i Assessor Jurídic de les Nacions Unides, Hans Corell, en un important dictamen de 29 de gener de 2002 sobre la legalitat dels acords petrolífers signats pel Marroc. En l'actualitat, l'ens encarregat d'intervenir en la qüestió és la Missió de Nacions Unides pel Referèndum al Sàhara Occidental.
La veritat és que, després d'aquest acord, l'ONU no ha considerat ni al Marroc (ni, en el seu moment, a Mauritània) com a potències administradores del territori del Sàhara Occidental, que segueix figurant en la llista de l'ONU com a únic territori espanyol pendent de descolonització.
Al costat de l'acord polític existien uns annexos secrets, dels quals només una part ha estat filtrada. Els annexos secrets econòmics estipulaven la cessió al Marroc del 65% de l'empresa Fos Bucraa, que explotava els rics jaciments de fosfats del Sàhara Occidental, a canvi que Espanya obtingués drets de pesca per 800 vaixells durant 20 anys. Els acords secrets en matèria de pesca van ser incomplits pel Marroc.
Políticament, els acords de Madrid van ser un pas important de la dinastia alauita en la consecució del seu projecte de Gran Marroc. La importància del suport prestat pels Estats Units ha estat considerat per alguns analistes com a definitiu.